# シュピーカー点
幾何学において, シュピーカー点（シュピーカーてん、英:Spieker center,Spieker point）またはシュピーカー中心、シュピーカー心は、三角形の中心の一つである。 三角形の周長の重心として定義される。  19世紀のドイツの数学者テオドール・シュピーカーにちなんで名づけられた。クラーク・キンバーリングの「Encyclopedia of Triangle Centers」ではX(10)として登録されている 。

## 位置
シュピーカー点は中点三角形の内心である。

シュピーカー点の作図,三角形DEFは三角形ABCの中点三角形,Sは三角形DEFの内心

つまりシュピーカー点は △ABC の中点三角形の内接円の中心である。この円はシュピーカー円と呼ばれている。
またシュピーカー点は、中分線（中点を通り周長を二等分する直線）の交点である。

## 性質
△ABCのシュピーカー点をSとする。

黒い破線は三角形ABCの角の二等分線,青い線は中分線,赤い線はシュピーカー円

- Sの 三線座標 は以下の式で表される。

{\displaystyle bc(b+c):ca(c+a):ab(a+b).}
- 重心座標 は以下の式で表される。

{\displaystyle b+c:c+a:a+b.}
- S は3つの傍接円の根心 である[6]。
- S は△ABCの中分線の交点である。
- S は△ABCのナーゲル線上にある。また、内心I,重心G,ナーゲル点Nについて{\displaystyle 3{\overrightarrow {\mathrm {IG} }}=2{\overrightarrow {\mathrm {IS} }}={\overrightarrow {\mathrm {IN} }}}が成り立つ[7]。

- S はキーペルト双曲線上にある[8]。つまり角XBC,XCB,YCA,YAC,ZAB,ZBAが以下の式で表される△XBC, △YCA, △ZABを内側に描いたとき、AX, BY, CZの交点である。

{\displaystyle \theta =\tan ^{-1}\left[\tan \left({\frac {A}{2}}\right)\tan \left({\frac {B}{2}}\right)\tan \left({\frac {C}{2}}\right)\right].}